# Герман Вульф
Герман Вульф (нім. Hermann Wulf; 25 липня 1915 — 19 травня 1990) — німецький офіцер, доктор медицини, оберстлейтенант вермахту, бригадний генерал бундесверу. Кавалер Лицарського хреста Залізного хреста з дубовим листям.

## Біографія
1 жовтня 1934 року вступив у 6-й піхотний полк. З 1 квітня 1937 року — командир взводу 47-го, потім — командир взводу зв'язку 76-го мотопіхотного полку 20-ї мотопіхотної дивізії. Під час Французької кампанії командував 9-ою ротою свого полку. З червня 1941 року брав участь у Німецько-радянській війні. З листопада 1941 року — командир 3-го батальйону свого полку. В 1942 році тяжко поранений, після одужання повернувся на стару посаду. З листопада 1944 року — командир 76-го моторизованого полку, з грудня 1944 року — з'єднання особливого призначення. З січня 1945 року — командир полку супроводу фюрера. 3 травня 1945 року взятий у полон радянськими військами. В жовтні 1955 року переданий владі ФРН і звільнений. 1 березня 1956 року вступив на службу в бундесвер. 30 вересня 1971 року вийшов у відставку.

## Звання
- Лейтенант (1 квітня 1937)
- Оберлейтенант (1940)
- Гауптман (1942)
- Майор (1 вересня 1943)
- Оберстлейтенант (9 листопада 1944)
- Оберст (1 жовтня 1963)
- Бригадний генерал (1967)

## Нагороди
- Медаль «За вислугу років у Вермахті» 4-го класу (4 роки)
- Залізний хрест
  - 2-го класу (15 вересня 1939)
  - 1-го класу (21 червня 1940)
- Штурмовий піхотний знак в сріблі
- Лицарський хрест Залізного хреста з дубовим листям
  - лицарський хрест (13 жовтня 1941)
  - дубове листя (№520; 3 липня 1944)
- Медаль «За зимову кампанію на Сході 1941/42»
- Нагрудний знак «За поранення» в золоті
- Нагрудний знак ближнього бою в золоті (18 травня 1944)
- Почесна застібка на орденську стрічку для Сухопутних військ (5 лютого 1945)